# Vila Mariana (Patos)
Vila Mariana é um bairro da cidade de Patos, estado da Paraíba, e margeia a BR-230. No bairro se situa o Parque Religioso Cruz da Menina.

## Histórico
O Conjunto Habitacional Vila Mariana é reconhecido como bairro pela Lei Municipal nº 2.181, de 5 de setembro de 1995, que reconhece como  de utilidade pública, a associação de moradores da localidade. Mas a Lei Municipal 3.190, de 26 de novembro de 2001, também reconhece a associação do bairro como de utilidade pública.
Em algumas leis municipais, a exemplo da Lei 3.469/2006 e Lei 3.628/2007, a localidade é tida como Desmembramento Residencial Vila Mariana Medeiros, inserido no bairro Governador Antonio Mariz.

### Mariana de Medeiros Nóbrega
O nome do bairro foi uma homenagem à Mariana de Medeiros Nóbrega, que nasceu em 12 de dezembro de 1896. Filha do Coronel Remígio Álvares da Nóbrega e Narcisa Florentina da Nóbrega. Casou-se em 21 de dezembro de 1914, na cidade de Jardim do Seridó, no estado do Rio Grande do Norte, com seu primo legítimo Godofredo da Cunha Medeiros, o qual foi grande fazendeiro no município de Patos, pecuarista e produtor de algodão na sua Fazenda Logradouro. Ele era filho do 2º casamento do Coronel Ambrósio Florentino de Medeiros, com Laura Elísia da Cunha Medeiros. Mariana faleceu em 9 de agosto de 1965, em Campina Grande.